# Мейплтон (тауншип, Миннесота)
Мейплтон (англ. Mapleton) — тауншип в округе Блу-Эрт, Миннесота, США. На 2000 год его население составило 310 человек.

## География
По данным Бюро переписи населения США площадь тауншипа составляет 89,0 км², из которых 88,4 км² занимает суша, а 0,7 км² — вода (0,76 %).

## Демография
По данным переписи населения 2000 года здесь находились 310 человек, 112 домохозяйств и 90 семей.  Плотность населения —  3,5 чел./км².  На территории тауншипа расположено 117 построек со средней плотностью 1,3 построек на один квадратный километр. Расовый состав населения: 97,74 % белых, 0,32 % афроамериканцев, 0,32 % коренных американцев, 0,65 % азиатов, 0,97 % — других рас США. Испанцы или латиноамериканцы любой расы составляли 0,97 % от популяции тауншипа.
Из 112 домохозяйств в 31,3% воспитывались дети до 18 лет, в 73,2 % проживали супружеские пары, в 3,6 % проживали незамужние женщины и в 19,6 % домохозяйств проживали несемейные люди. 15,2 % домохозяйств состояли из одного человека, при том 6,3 % из — одиноких пожилых людей старше 65 лет. Средний размер домохозяйства — 2,77, а семьи — 3,06 человека.
24,5 % населения младше 18 лет, 6,5 % в возрасте от 18 до 24 лет, 25,2 % от 25 до 44, 27,7 % от 45 до 64 и 16,1 % старше 65 лет. Средний возраст — 41 год. На каждые 100 женщин приходилось 116,8 мужчин.  На каждые 100 женщин старше 18 приходилось 118,7 мужчин.
Средний годовой доход домохозяйства составлял 50 000 долларов, а средний годовой доход семьи —  60 114 долларов. Средний доход мужчин —  37 250  долларов, в то время как у женщин — 26 500. Доход на душу населения составил 22 557 долларов. За чертой бедности находились 5,3 % семей и 9,7 % всего населения тауншипа, из которых 24,6 % младше 18 лет.